# Taco van der Hoorn
Taco van der Hoorn (Roterdão, 4 de dezembro de 1993) é um ciclista profissional neerlandês que atualmente corre para a equipa Intermarché-Wanty-Gobert Matériaux.

## Palmarés
- 2016
  - 1 etapa do An Post Rás
- 2017
- Schaal Sels
- 2018
  - 1 etapa do BinckBank Tour[2]
- Primus Classic
- 2021
  - 1 etapa do Giro d'Italia

## Resultados em Grandes Voltas
| Corrida | Corrida         | 2015 | 2016 | 2017 | 2018 | 2019 | 2020 | 2021  |
| ------- | --------------- | ---- | ---- | ---- | ---- | ---- | ---- | ----- |
|         | Giro d'Italia   | —    | —    | —    | —    | —    | —    | 107.º |
|         | Tour de France  | —    | —    | —    | —    | —    | —    | —     |
|         | Volta a Espanha | —    | —    | —    | —    | —    | —    | —     |

—: não participa
Ab.: abandono